# Paretroplus petiti
Paretroplus petiti es una especie de peces de la familia Cichlidae en el orden de los Perciformes. Su hábitat natural son los ríos. Es una especie amenazada por la perdida de hábitat.

## Morfología
Los machos pueden llegar alcanzar los 11 cm de longitud total.

## Distribución geográfica
Se encuentra en Madagascar.